# Đường 10 (xã)
Đường 10 (Đường Mười) là một xã thuộc huyện Bù Đăng, tỉnh Bình Phước, Việt Nam.

## Địa lý
Xã Đường 10 nằm ở phía bắc huyện Bù Đăng, có vị trí địa lý:
- Phía đông giáp xã Đak Nhau
- Phía tây giáp huyện Bù Gia Mập
- Phía nam giáp xã Bom Bo
- Phía bắc giáp huyện Bù Gia Mập và tỉnh Đắk Nông.

Xã có diện tích 88,37 km², dân số năm 2009 là 6.239 người, mật độ dân số đạt 71 người/km².

## Lịch sử
Xã Đường 10 được thành lập vào ngày 10 tháng 4 năm 2009 trên cơ sở điều chỉnh 8.837 ha diện tích tự nhiên và 6.239 người của xã Đăk Nhau.